# Ач-Кая
Ач-Кая (крим. Aç Qaya), Скіфський мис або Мис Батарея — гора в Сімферопольському районі АРК, за 8 км від Сімферополя біля села Ливадки, належить до Кримських гір.
З кримськотатарської мови назва перекладається як «Відкрита скеля», від açıq — відкритий, qaya — скеля, вершина.

## Опис

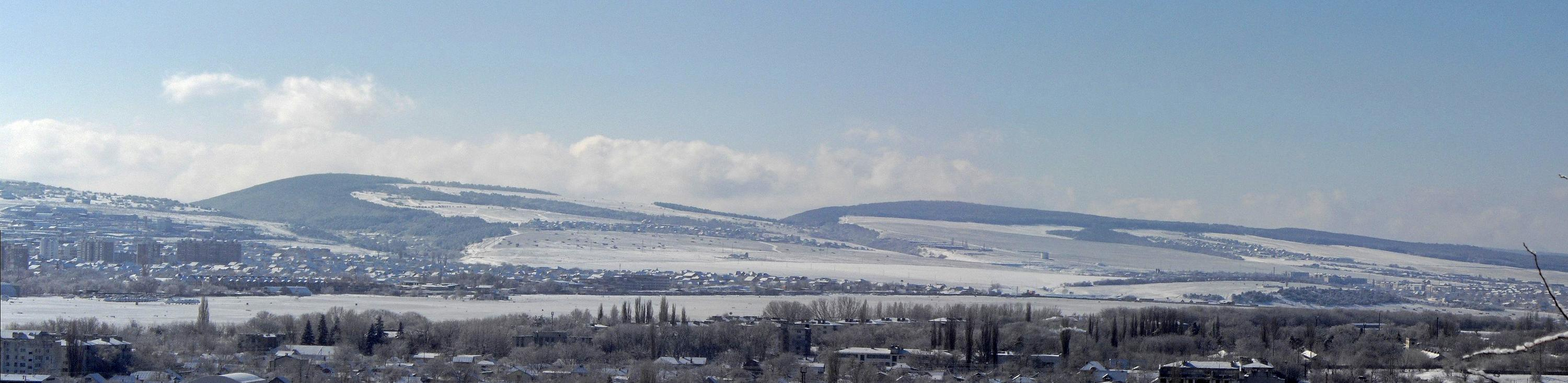
Вид на куести з аеродрому Заводське: Таш-Джорган та Ач-Кая

Біля самої основи 30-метровового вапнякового обриву, у місці де виступ куести різко змінює свій напрямок зі східного на північний, можна побачити початок вузької і стрімчастої скелистої ущелини, що йде вгору під саму кромку плато.
Не зовсім безпечний підйом по ущелині приводить до входу в печеру Зміїна (Йилан-Коба) — одної з найбільших карстових порожнин Кримського Передгір'я (загальна довжина трьох її галерей, що поєднані колодязями, складає 310 м). Печера закладена по прямовисній тектонічній тріщині, звиваючись наче змія вона веде в глибину масиву куести, що складена з нумулітових вапняків.
Якщо уважно придивитися, то видно, що колись з плато до печери вели вирубані в скелі примітивні сходи. Археологи встановили, що ще в добу раннього заліза в печері Зміїна було родове святилище.
З півночі знаходиться лісова діброва «Левадки».